# Zeros defecta
Zeros defecta är en tvåvingeart som först beskrevs av Malloch 1925.  Zeros defecta ingår i släktet Zeros och familjen vattenflugor. Inga underarter finns listade i Catalogue of Life.